# Ahualulco, San Luis Potosí
Ahualulco är en ort i Mexiko.   Den ligger i kommunen Ahualulco och delstaten San Luis Potosí, i den centrala delen av landet, 400 km nordväst om huvudstaden Mexico City. Ahualulco ligger 1 854 meter över havet och antalet invånare är 3 844.
Terrängen runt Ahualulco är kuperad åt nordväst, men åt sydost är den platt. Runt Ahualulco är det ganska tätbefolkat, med 54 invånare per kvadratkilometer. Ahualulco är det största samhället i trakten. Omgivningarna runt Ahualulco är i huvudsak ett öppet busklandskap.